# 開心鬼
《開心鬼》為1984年香港電影，新藝城影業公司出品，本片是高志森的導演處女作，也是黃百鳴從幕後轉到幕前的重要電影，而幕前擔綱的都是新的少女演員。值得一提的是，這部戲只用了約港幣二百萬元拍攝，卻獲得港幣一千七百多萬元的票房，堪稱「刀仔鋸大樹」。《開心鬼》的票房收入更在1984年排名第十二，勝於同期上映的猛片《省港旗兵》。因此新藝城進而在每年的暑期拍了數部《開心鬼》續集，下集是1985年的《開心鬼放暑假》。本片的劇本是改編自1983年的校際舞台劇比賽的得獎劇本《朱秀才》，劇本作者是當年的應屆預科生、後來成為導演的馬偉豪，當年黃百鳴擔任該比賽評判，甚欣賞此劇本，以港幣五千元購入版權。「開心鬼」在廣東俗語中是指「樂天的人」的意思，電影中的主角「朱錦春」諧音「豬咁蠢」（笨得像豬），與1981年電視劇《流氓皇帝》男主角名字相同。

## 劇情簡介
清朝咸丰年間，廣東省寶安縣有個失意秀才朱錦春（黃百鳴飾）考了十八次鄉試也未能中舉，再加上其妻（陳潔靈飾）同時與人私奔，無助間決到古廟懸樑自縊。1984年，三名香港中學會考應屆考生林菁菁（羅明珠飾）、林小花（李麗珍飾）與顏如玉（林珊珊飾）與友人在古廟附近露營，不巧遇上一場大暴雨，眾人趕到古廟避雨，菁菁竟誤將朱秀才依附的吊頸繩帶回宿舍，朱秀才欺騙菁菁自己是前清榜眼。菁菁依賴朱榜眼的法力，勝出了學校運動會，他們成了一對好友。朱秀才在學校的周年舞會中搗蛋，使舞會生色不少，小花更在舞會中結識了鄰校的男生Joseph（吳少剛飾）。舞會被李主任（杜麗莎飾）強行結束後，小花和Joseph在宿舍內一夜風流，更大了肚子，不料Joseph不勇於承擔責任，還與富家女Judy（黎芷珊飾）出雙入對。臨近會考，顏如玉因父母給予的壓力而記不到考試內容，小花則為情所困，而菁菁要求朱榜眼在模擬試中幫助自己作弊。在試場內，朱榜眼不懂得試題答案，更阻止顏如玉作弊，使顏如玉被發現，故菁菁與他反目。顏如玉企圖跳樓自殺，菁菁和小花向朱榜眼求助，朱榜眼施法，利用氣球救了她，更以自己的故事勉勵三人要珍惜生命和確立人生目標。在她們重拾希望的同時，朱秀才心中的怨氣亦完全消失，打算投胎重新做人。當晚，四人高興地回到學校宿舍時，竟發現李主任等人威脅要消滅朱秀才……。

## 人物角色
| 角色名稱      | 演員   | 備註                                                                                         |
| ------------- | ------ | -------------------------------------------------------------------------------------------- |
| 朱錦春        | 黃百鳴 | 開心鬼                                                                                       |
| 康森貴        | 黃百鳴 | 開心鬼轉世                                                                                   |
| 林菁菁        | 羅明珠 | 性格頑皮貪玩 熱愛運動                                                                        |
| 林小花        | 李麗珍 | 花名林妹妹 與Joseph一夜風流後大了肚子，最後與Joseph結婚並誕下兒子（朱錦春的轉世）            |
| 顏如玉        | 林珊珊 | 書呆子                                                                                       |
| 李主任        | 杜麗莎 | 修女。                                                                                       |
| Joseph 陳世美 | 吳少剛 | 林小花男友，弄大林小花的肚子後不負責任，後來被開心鬼玩弄後決定與林小花一起，最後與林小花結婚 |
| Judy          | 黎芷珊 | 富家女，林小花情敵                                                                           |
| 八妹姐        | 盧業瑂 | 學校宿舍的工人 肥叔叔的妻子                                                                  |
| 肥叔叔        | 施介強 | 學校宿舍的工人 八妹姐的丈夫 愛閱讀《PLAYBOY》                                                |
|               | 馮世雄 | 校長 有口臭                                                                                  |
|               | 陳潔靈 | 朱錦春的下堂妻子 職業是賣砵仔糕，後來跟男人離開朱錦春                                        |
|               | 馮永   | 顏如玉之父                                                                                   |
|               | 黎宣   | 顏如玉之母                                                                                   |
|               |        | 高過仁                                                                                       |
|               | 錢小蕙 |                                                                                              |
|               | 梁雪芬 |                                                                                              |
|               | 梁鴻昌 |                                                                                              |
|               | 余振球 |                                                                                              |
|               | 李君銘 |                                                                                              |
|               | 鄧炳強 | 海灘上欲追求女角們的五男子之一，後被眾女作弄及被古屋中的朱錦春嚇跑。                         |
|               | 曾瑞華 |                                                                                              |
|               | 高志森 | 公車乘客                                                                                     |
|               | 高宏   |                                                                                              |

## 電影歌曲
- 主題曲〈開心鬼〉 作曲：林慕德 作詞：黃百鳴 主唱：杜麗莎
- 主題曲〈開心鬼〉（國語版） 作曲：林慕德 主唱：黃慧文
- 插曲〈青春的我〉 作曲：法安利 作詞：黃百鳴 主唱：開心少女組
- 插曲〈戀愛預告〉 作曲：陳百強 作詞：鄭國江 主唱：林珊珊

## 幕後花絮
- 本片為高志森執導處女作
- 高志森透露此電影第一女主角原為倪淑君，但因拍攝伊人再見撞期辭演，最後經同事介紹後由當時只有15歲半的羅明珠接演。
- 現任保安局局長鄧炳強在本片擔任特約演員。

## 系列作品
《開心鬼》在1985年至1991年間共推出五部續作。
步入2000年代，黃百鳴原來想重啟《開心鬼》系列，但因版權問題，最終於2002年拍成的《9個女仔1隻鬼》未能以系列續作之名推出，但新晉女子組合飾演學生Cookies代替開心少女組與男性鬼魂的配搭，故事與《開心鬼》甚為相似。
2011年的《開心魔法》是黃百鳴取回版權後的官方承認續作，但故事架構和角色人設與前作毫不相似。

## 外部連結
- 香港影庫上《開心鬼》的資料（繁體中文）
- 開眼電影網上《開心鬼》的資料（繁體中文）
- 豆瓣电影上《開心鬼》的資料 （简体中文）
- 时光网上《開心鬼》的資料（简体中文）
- AllMovie上《開心鬼》的资料（英文）
- 爛番茄上《開心鬼》的資料（英文）
- 互联网电影数据库（IMDb）上《開心鬼》的资料（英文）